# Eduard Tolosa i Colomer
Eduard Tolosa i Colomer (Barcelona, 1900 - Barcelona 1981) va ser metge especialitzat en la neurologia, especialment en els camps de la patologia tumoral. Fou pioner en la neurocirurgia especialitzada en el tractament de la malaltia de Parkinson i en la realització de biòpsies cerebrals.
L'any 1954 descrigué per primer cop un síndrome que afecta els nervis de la regió orbital en la publicació al Journal of Neurology, Neurosurgery and Psychiatry.
Posteriorment, va col·laborar junt amb l'equip del doctor Hunt en la publicació de quatre casos més del que en l'eponímia mèdica mundial es coneix com el síndrome de Tolosa-Hunt.